# آلمه‌سیلین
آلمه‌سیلین (انگلیسی: Almecillin) همچنین با نام پنی‌سیلین O شناخته می‌شود,، یک پنی‌سیلین است که از نظر عملکرد آنتی‌بیوتیکی مشابه پنی‌سیلین G است. این دارو با جداسازی از پنی‌سیلین کریزوژنوم به دست می‌آید.